# Tom Sawyer léghajón
A Tom Sawyer léghajón (alternatív címén Tom Sawyer külföldön) Mark Twain amerikai író 1894-es regénye. Magyarországon az 1896-ban írt Tom Sawyer, a detektív című regénnyel együtt jelent meg.

## Szereplők
- Tom Sawyer
- Huckleberry Finn
- Jim, a néger
- Polly néni, Tom nagynénje
- Egy professzor, aki megépítette a léghajót
- Nat Parsons, St. Petersburg postamestere

## Cselekmény
|  | Alább a cselekmény részletei következnek! |

Egy professzor léghajót épített, és át akar vele repülni Angliába St. Louisból. Tom Sawyer, Huck Finn és a néger Jim a léghajón rekednek, és az velük együtt elindul. A professzor megtanítja Tomot a léghajó vezetésére, de az Atlanti-óceán felett megpróbálja belelökni a tengerbe, ám végül ő maga zuhan le. Éjszaka hatalmas viharba keverednek, és elsodródnak az eredeti útiránytól. A Szaharába keverednek, majd Egyiptomba, ahol látják a Szfinxet és a gízai piramisokat.
|  | Itt a vége a cselekmény részletezésének! |

## Magyarul
- Tamás úrfi léghajón. Elbeszéli Huck Finn; ford. Halász Gyula, ill. Pólya Tibor; Athenaeum, Bp., 1920
- Tamás úrfi léghajón, 1922, Atheneum Kiadó, ford. Halász Gyula, ill. Pólya Tibor
- Tom Sawyer léghajón, 1954, Ifjúsági Könyvkiadó, fordító: Halász Gyula
- Tom Sawyer léghajón, 1956, Ifjúsági Könyvkiadó, fordító: Halász Gyula
- Tom Sawyer léghajón; ford. Révbíró Tamás / Tom Sawyer, a detektív; ford. Dezsényi Katalin; Móra, Bp., 1985

A kiadások nagy része a Tom Sawyer, a detektív című Twain-kisregénnyel együtt jelent meg.